# Polynema fulmeki
Polynema fulmeki is een vliesvleugelig insect uit de familie Mymaridae. De wetenschappelijke naam is voor het eerst geldig gepubliceerd in 1941 door Soyka.